# Kydonochórion (Imathie)
Kydonochórion (grec moderne : Κυδωνοχώριον) est une localité située dans le dème de Véria, dans le district régional d'Imathie, dans la periphérie de Macédoine-Centrale, en Grèce.
Selon le recensement de 2011, elle compte 3 habitants.